# 2022 Valorant Champions
2022 Valorant Champions — це турнір з кіберспорту для відеогри Valorant. Це був другий турнір Valorant Champions, завершальна подія туру Valorant Champions Tour (VCT) у змагальному сезоні Valorant 2022 року. Турнір проводився з 31 серпня по 18 вересня 2022 року в Стамбулі, Туреччина.

Acend були чинними чемпіонами, але не змогли пройти кваліфікацію на подію після поразки від G2 Esports у VCT 2022: EMEA Last Chance Qualifier.

## Зміст
| 1 Кваліфіковані команди |
| ----------------------- |
| 2 Місце проведення      |

## Кваліфіковані команди
Шістнадцять команд пройдуть кваліфікацію на глобальну коронну подію траси, причому десять команд пройдуть кваліфікацію за очками, заробленими протягом сезону, а решта шість команд пройдуть кваліфікацію через відбірковий турнір «Останній шанс». На змагання вийшли такі команди:                                                                                                                                  

Кваліфіковані команди:
| Region                          | Region                         | Team            | Qualification                      |
| ------------------------------- | ------------------------------ | --------------- | ---------------------------------- |
| Європа, Далекий Схід та Африка  | Європа, Далекий Схід та Африка | FunPlus Phoenix | EMEA Regional Circuit Points #1    |
| Європа, Далекий Схід та Африка  | Європа, Далекий Схід та Африка | Fnatic          | EMEA Regional Circuit Points #2    |
| Європа, Далекий Схід та Африка  | Європа, Далекий Схід та Африка | Team Liquid     | EMEA Last Chance Qualifier winner  |
| Північна Америка                | Північна Америка               | OpTic Gaming    | NA Regional Circuit Points #1      |
| Північна Америка                | Північна Америка               | XSET            | NA Regional Circuit Points #2      |
| Північна Америка                | Північна Америка               | 100 Thieves     | NA Last Chance Qualifier winner    |
| Азіатсько-Тихоокеанський регіон | Малайзія/Сінгапур              | Paper Rex       | APAC Regional Circuit Points #1    |
| Азіатсько-Тихоокеанський регіон | Таїланд                        | XERXIA          | APAC Regional Circuit Points #2    |
| Азіатсько-Тихоокеанський регіон | Індонезія                      | BOOM Esports    | APAC Last Chance Qualifier winner  |
| Східна Азія                     | Південна Корея                 | DRX             | KR Regional Circuit Points #1      |
| Східна Азія                     | Японія                         | ZETA DIVISION   | JP Regional Circuit Points #1      |
| Східна Азія                     | Китай                          | EDward Gaming   | EA Last Chance Qualifier winner    |
| Південна Америка                | Бразилія                       | LOUD            | BR Regional Circuit Points #1      |
| Південна Америка                | Бразилія                       | FURIA Esports   | SA Last Chance Qualifier runner-up |
| Південна Америка                | Латинська Америка              | Leviatán        | LATAM Regional Circuit Points #1   |
| Південна Америка                | Латинська Америка              | KRÜ Esports     | SA Last Chance Qualifier winner    |

## Місце проведення
Містом проведення змагань обрано Стамбул. Етап плей-офф пройде на Volkswagen Arena Istanbul.    
| Istanbul, Turkey | Istanbul, Turkey          | Istanbul, Turkey          | Istanbul, Turkey          |
| Group Stage      | Quarterfinals             | Semifinals                | Finals                    |
| ---------------- | ------------------------- | ------------------------- | ------------------------- |
| TBA              | Volkswagen Arena Istanbul | Volkswagen Arena Istanbul | Volkswagen Arena Istanbul |

## Формат змагань
- Груповий етап: 31 серпня – 8 вересня 2022 р

Усі 16 команд поділені на 4 групи по чотири команди, кожна з яких грає у форматі подвійного вибування у стилі GSL.
Ігри проходять у серії Bo3.
Тільки 2 кращі команди в кожній групі вийдуть в плей-офф.
- Плей-офф: 9–18 вересня 2022 року

8 команд, які вийшли в плей-офф, зіграють у турнірі з двома вибуваннями.
Усі матчі є серією Bo3, за винятком фіналу нижньої сетки та великого фіналу, які є серією Bo5.
Етап плей-офф відбудеться на Volkswagen Arena у Стамбулі.                 